# Kvalspelet till Europamästerskapet i fotboll 1968 (grupp 4)
Kvalspelet till Europamästerskapet i fotboll 1968 (grupp 4) spelades mellan den 23 oktober 1966 och 17 december 1967

## Tabell
| Nr | Lag ( )      | S | V | O | F | GM | IM | MS  | P |
| -- | ------------ | - | - | - | - | -- | -- | --- | - |
| 1  | Jugoslavien  | 4 | 3 | 0 | 1 | 8  | 3  | +5  | 6 |
| 2  | Västtyskland | 4 | 2 | 1 | 1 | 9  | 2  | +7  | 5 |
| 3  | Albanien     | 4 | 0 | 1 | 3 | 0  | 12 | −12 | 1 |

## Matcher
|  | 8 april 1967 | Västtyskland                                              | 6 – 0           | Albanien | Stadion Rote Erde | |
|  |              | Gerd Müller 5′, 23′, 73′, 80′ (str.) Hannes Löhr 77′, 78′ | (2 – 0) Rapport |          | Dortmund Publik: 30 000<refname="Rsssf">{{Webbref\|url=http://www.rsssf.com/tables/68e-full.html%7Ctitel=EuropeanChampionship1 968(Details)\|hämtdatum=7juli2 017\|utgivare=Rsssf}}</ref> Domare: Martti Hirviniemi (Finland) | Dortmund Publik: 30 000<refname="Rsssf">{{Webbref\|url=http://www.rsssf.com/tables/68e-full.html%7Ctitel=EuropeanChampionship1 968(Details)\|hämtdatum=7juli2 017\|utgivare=Rsssf}}</ref> Domare: Martti Hirviniemi (Finland) |
|  |              |                                                           |                 |          | Dortmund Publik: 30 000<refname="Rsssf">{{Webbref\|url=http://www.rsssf.com/tables/68e-full.html%7Ctitel=EuropeanChampionship1 968(Details)\|hämtdatum=7juli2 017\|utgivare=Rsssf}}</ref> Domare: Martti Hirviniemi (Finland) | Dortmund Publik: 30 000<refname="Rsssf">{{Webbref\|url=http://www.rsssf.com/tables/68e-full.html%7Ctitel=EuropeanChampionship1 968(Details)\|hämtdatum=7juli2 017\|utgivare=Rsssf}}</ref> Domare: Martti Hirviniemi (Finland) |
|  |              |                                                           |                 |          | Dortmund Publik: 30 000<refname="Rsssf">{{Webbref\|url=http://www.rsssf.com/tables/68e-full.html%7Ctitel=EuropeanChampionship1 968(Details)\|hämtdatum=7juli2 017\|utgivare=Rsssf}}</ref> Domare: Martti Hirviniemi (Finland) | Dortmund Publik: 30 000<refname="Rsssf">{{Webbref\|url=http://www.rsssf.com/tables/68e-full.html%7Ctitel=EuropeanChampionship1 968(Details)\|hämtdatum=7juli2 017\|utgivare=Rsssf}}</ref> Domare: Martti Hirviniemi (Finland) |

|  | 3 maj 1967 | Jugoslavien       | 1 – 0           | Västtyskland | Stadion Partizana                                                                       |                                                                                         |
|  |            | Josip Skoblar 67′ | (0 – 0) Rapport |              | Belgrad Publik: 50 000<refname="Rsssf"/> Domare: José Maria Ortiz De Mendibil (Spanien) | Belgrad Publik: 50 000<refname="Rsssf"/> Domare: José Maria Ortiz De Mendibil (Spanien) |
|  |            |                   |                 |              | Belgrad Publik: 50 000<refname="Rsssf"/> Domare: José Maria Ortiz De Mendibil (Spanien) | Belgrad Publik: 50 000<refname="Rsssf"/> Domare: José Maria Ortiz De Mendibil (Spanien) |
|  |            |                   |                 |              | Belgrad Publik: 50 000<refname="Rsssf"/> Domare: José Maria Ortiz De Mendibil (Spanien) | Belgrad Publik: 50 000<refname="Rsssf"/> Domare: José Maria Ortiz De Mendibil (Spanien) |

|  | 14 maj 1967 | Albanien | 0 – 2           | Jugoslavien             | Qemal Stafa-stadion                                                        |                                                                            |
|  |             |          | (0 – 1) Rapport | 22′, 56′ Slaven Zambata | Tirana Publik: 20 000<refname="Rsssf"/> Domare: Costas Xanthoulis (Cypern) | Tirana Publik: 20 000<refname="Rsssf"/> Domare: Costas Xanthoulis (Cypern) |
|  |             |          |                 |                         | Tirana Publik: 20 000<refname="Rsssf"/> Domare: Costas Xanthoulis (Cypern) | Tirana Publik: 20 000<refname="Rsssf"/> Domare: Costas Xanthoulis (Cypern) |
|  |             |          |                 |                         | Tirana Publik: 20 000<refname="Rsssf"/> Domare: Costas Xanthoulis (Cypern) | Tirana Publik: 20 000<refname="Rsssf"/> Domare: Costas Xanthoulis (Cypern) |

|  | 7 oktober 1967 | Västtyskland                                   | 3 – 1           | Jugoslavien        | Volksparkstadion                                                             |                                                                              |
|  |                | Hannes Löhr 10′ Gerd Müller 70′ Uwe Seeler 86′ | (1 – 0) Rapport | 46′ Slaven Zambata | Hamburg Publik: 72 000<refname="Rsssf"/> Domare: Concetto Lo Bello (Italien) | Hamburg Publik: 72 000<refname="Rsssf"/> Domare: Concetto Lo Bello (Italien) |
|  |                |                                                |                 |                    | Hamburg Publik: 72 000<refname="Rsssf"/> Domare: Concetto Lo Bello (Italien) | Hamburg Publik: 72 000<refname="Rsssf"/> Domare: Concetto Lo Bello (Italien) |
|  |                |                                                |                 |                    | Hamburg Publik: 72 000<refname="Rsssf"/> Domare: Concetto Lo Bello (Italien) | Hamburg Publik: 72 000<refname="Rsssf"/> Domare: Concetto Lo Bello (Italien) |

|  | 12 november 1967 | Jugoslavien                                             | 4 – 0           | Albanien | Stadion Partizana                                                            |                                                                              |
|  |                  | Edin Sprečo 44′ Ivica Osim 51′, 81′ Vojin Lazarević 70′ | (1 – 0) Rapport |          | Belgrad Publik: 35 000<refname="Rsssf"/> Domare: Andrei Rădulescu (Rumänien) | Belgrad Publik: 35 000<refname="Rsssf"/> Domare: Andrei Rădulescu (Rumänien) |
|  |                  |                                                         |                 |          | Belgrad Publik: 35 000<refname="Rsssf"/> Domare: Andrei Rădulescu (Rumänien) | Belgrad Publik: 35 000<refname="Rsssf"/> Domare: Andrei Rădulescu (Rumänien) |
|  |                  |                                                         |                 |          | Belgrad Publik: 35 000<refname="Rsssf"/> Domare: Andrei Rădulescu (Rumänien) | Belgrad Publik: 35 000<refname="Rsssf"/> Domare: Andrei Rădulescu (Rumänien) |

|  | 17 december 1967 | Albanien | 0 – 0           | Västtyskland | Qemal Stafa-stadion                                                             |                                                                                 |
|  |                  |          | (0 – 0) Rapport |              | Tirana Publik: 20 000<refname="Rsssf"/> Domare: Ferdinand Marschall (Österrike) | Tirana Publik: 20 000<refname="Rsssf"/> Domare: Ferdinand Marschall (Österrike) |
|  |                  |          |                 |              | Tirana Publik: 20 000<refname="Rsssf"/> Domare: Ferdinand Marschall (Österrike) | Tirana Publik: 20 000<refname="Rsssf"/> Domare: Ferdinand Marschall (Österrike) |
|  |                  |          |                 |              | Tirana Publik: 20 000<refname="Rsssf"/> Domare: Ferdinand Marschall (Österrike) | Tirana Publik: 20 000<refname="Rsssf"/> Domare: Ferdinand Marschall (Österrike) |